# Chronica Jutensis
Chronica Jutensis ou Crônica da Jutlândia (em dinamarquês: Jyske Krønike), Continuatio compendii Saxonis (Continuação do Compêndio de Saxão) ou Chronica Danorum (Crônica dos Danos), é uma obra histórica, escrita em latim no século XIV por um cronista anónimo danês. Seu manuscrito original está perdido, mas sobreviveu em quatro cópias feitas no século XV. uma delas foi datada para 1431 e foi escrita por um monge da cidade danesa de Odense. Cobre o período de 1185-1342, começando aproximadamente onde a Feitos dos Danos de Saxão Gramático acaba, isto é, no reinado do rei Canuto VI, e terminando no reinado de Valdemar IV, por volta de 1342. Está acompanhada por uma versão reduzida – cerca de um quarto - da Feitos dos Danos, com o título Compêndio de Saxão (Compendium Saxonis).
As quatro cópias conhecidas estão depositadas em:
- Biblioteca Real da Dinamarca, em Copenhaga
- Coleção Arne Magnusson, em Copenhaga
- Arquivo Nacional da Suécia (Riksarkivet), em Skokloster
- Biblioteca da Universidade de Uppsala

Um edição contemporânea foi publicada em 1995 por Rikke Agnete Olsen com o título Jyske Krønike.